# Sergueï Lavyguine
Sergueï Valerievich Lavyguine (en russe : Серге́й Вале́рьевич Лавы́гин) est un acteur russe de théâtre et de cinéma né le 27 juillet 1980 à Moscou.

## Biographie
Sergueï Lavyguine étudie dans la classe de Vladimir Safonov (ru) à l'École supérieure d'art dramatique Mikhaïl Chtchepkine dont il sort diplômé en 2001. Depuis 2001, il est membre de la troupe du Théâtre du jeune spectateur de Moscou. On le voit sur scène dans Les deux érables (Evgueni Schwarz), Les Anneaux d'étain (Tamara Gabbe), Les Romanesques (Edmond Rostand), Témoin à charge (Agatha Christie), Les incroyables aventures de Tom Sawyer et Huckleberry Finn (Mark Twain) et Piter Pen (J. M. Barrie).
Sergueï Lavyguine est principalement connu pour son interprétation du rôle d'Arseny Tchouganine dans la série télévisée La Cuisine, diffusée de 2012 à 2016 sur la chaîne STS. A la fin du tournage de la série, il est annoncé comme reprenant le rôle d'Arseny Tchouganine dans le spin-off de la série, appelé Hôtel Eleon. Il participe à l'émission télévisée Bolchaïa raznitsa diffusée par la chaîne Pierviy Kanal et anime le projet télévisé Sereality sur la Man-TV. 
L'artiste fait ses débuts au cinéma en 2003, dans le film Bonjour la capitale (Zdrastvouï, stolitsa) de Leonid Mariaguine.

### Vie privée
Sergueï Lavyguine est marié à l'actrice Anna Begounova, qui a joué le rôle de sa femme Marina dans la série La Cuisine. Un fils nommé Fiodor est né de leur mariage le 9 mars 2016.

## Carrière

### Filmographie
| Année | Titre                                     | Rôle               |  |
| ----- | ----------------------------------------- | ------------------ |  |
| 2003  | Next 3                                    | non précisé        |  |
| 2003  | Zdravstvui, stolitsa!                     | Vasily Zaviryukha  |  |
| 2004  | Advokat                                   | Sergey Sokolovski  |  |
| 2004  | Neupravliaemyi zanos                      | Fedya              |  |
| 2006  | Zanos                                     | Kapoustine         |  |
| 2007  | Sled                                      | Andrey Romanov     |  |
| 2008  | Bol'shaia raznitsa                        | Kameo              |  |
| 2009  | Lapushki                                  | Roman Sivoush      |  |
| 2009  | Iz zhizni kapitana Cherniaeva             | Kashine            |  |
| 2009  | Каzrope                                   | non précisé        |  |
| 2010  | Zapiski ekspeditora Tainoi kantseliarii   | Premier maçon      |  |
| 2010  | Liubov' i prochie gluposti                | Boris              |  |
| 2010  | Detektivnoe agentstvo Ivan da Mar'ia      | Boris Kraïnev      |  |
| 2011  | Zapiski ekspeditora Tainoi kantseliarii 2 | Premier maçon      |  |
| 2011  | Zhit' budete!                             | non précisé        |  |
| 2012  | UGRO 4                                    | non précisé        |  |
| 2012  | La Cuisine                                | Arseny Tchouganine |  |
| 2012  | V Rossiiu za liubov'iu!                   | Docteur            |  |
| 2013  | Zhazhda                                   | Pashka             |  |
| 2013  | Gor'ko!                                   | Oncle Tolya        |  |
| 2013  | Supergeroi                                | non précisé        |  |
| 2014  | La Cuisine à Paris                        | Arseny Tchouganine |  |
| 2014  | Gor'ko! 2                                 | Oncle Tolya        |  |
| 2014  | Nechaianno                                | Youra              |  |
| 2014  | Poiski ulik                               | Semion             |  |
| 2015  | Schast'e — eto...                         | Igor               |  |
| 2015  | Samyi luchshii den'                       | Valentin           |  |
| 2015  | Mamochki                                  | Roma               |  |
| 2016  | Strana chudes                             | Anatoli            |  |
| 2016  | Novye russkie                             | Fils               |  |
| 2016  | Hôtel Eleon                               | Arseny Tchouganine |  |
| 2017  | Kukhnia: Posledniaia bitva                | Arseny Tchouganine |  |